# Murisengo
Murisengo es una comune italiana de la provincia de Alessandria, en Piamonte. Tiene una población estimada, a fines de agosto de 2021, de 1.295 habitantes.
Es conocida por ser la cuna de Luigi Lavazza, fundador de la marca homónima y de la industria del café difundida a nivel internacional.

## Evolución demográfica
| Gráfica de evolución demográfica de Murisengo entre 1861 y 2021 |
|                                                                 |
| Fuente ISTAT - elaboración gráfica de Wikipedia                 |